# Loxolomia serpentina
Loxolomia serpentina, denominado vernacularmente asa-de-morcego, é um inseto da ordem Lepidoptera; uma mariposa, ou traça, noturna e neotropical da família Saturniidae e subfamília Arsenurinae; classificada em 1869 por J. Peter Maassen junto com o seu gêneroː Loxolomia; a sua ilustração publicada na obra Beiträge zur Schmetterlingskunde, em 1872. A sua distribuição geográfica é endêmica para o Brasil, da Bahia, Distrito Federal e Goiás para Minas Gerais, Espírito Santo, Rio de Janeiro e São Paulo até Santa Catarina; descrito por Eurico Santos como um "grande lepidóptero... com 160 mm de envergadura" e "asas irregulares", também descrito como tendo um "voo vagaroso". Como uma regra mais ou menos geral nessa família o tamanho do corpo desses insetos é relativamente pequeno em relação ao tamanho de suas asas.

## Camuflagem
Trata-se de uma espécie bem camuflada em seu habitat e poucas mariposas grandes são melhores em se misturar ao ambiente quanto Loxolomia serpentina.

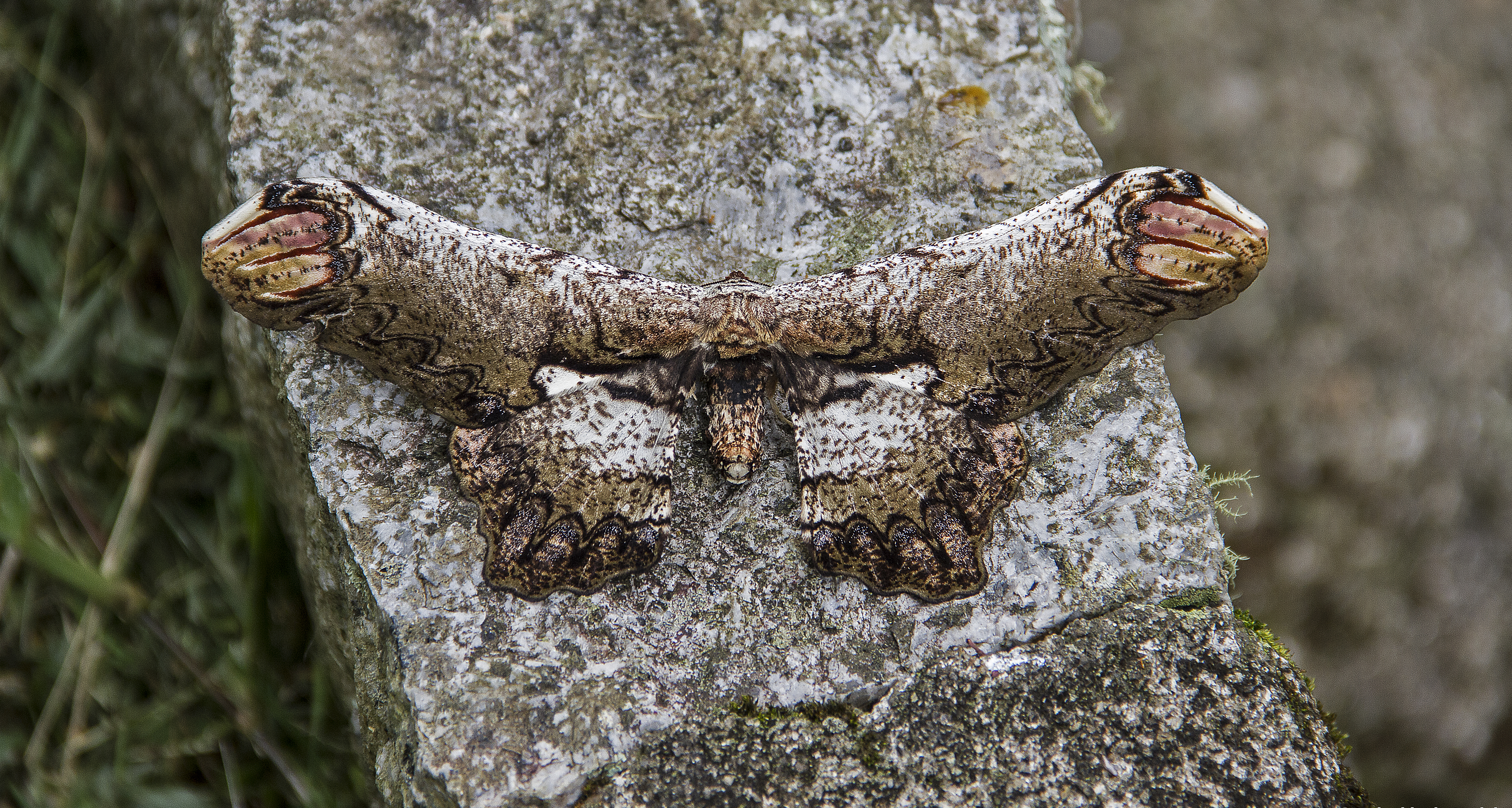
Fotografia de uma L. serpentina no Parque Nacional do Itatiaia, serra da Mantiqueira.

## Descritor específico
O significado da palavra usada em seu descritor específico (serpentina), em latim, quer dizer "semelhante a uma serpente" ou "sinuoso", podendo ter relação com os desenhos nas extremidades laterais das asas anteriores, levemente assemelhados à cabeça de serpentes, ou aos traços serpenteantes de seus desenhos alares internos (o mais provável); ou talvez ter relação com características de seu voo.